# Jean-Philippe Patrice
Jean-Philippe Patrice (født 1997) er en fransk fægter, der specialiserer sig i sabel.
Han repræsenterede Frankrig ved sommer-OL 2024 i Paris, hvor han vandt bronze i holdkonkurrencen.